# NGC 5645
NGC 5645 é uma galáxia espiral barrada (SBcd) localizada na direcção da constelação de Virgo. Possui uma declinação de +07° 16' 29" e uma ascensão recta de 14 horas, 30 minutos e 39,2 segundos.
A galáxia NGC 5645 foi descoberta em 13 de Abril de 1784 por William Herschel.